# お菊さん (オペラ)

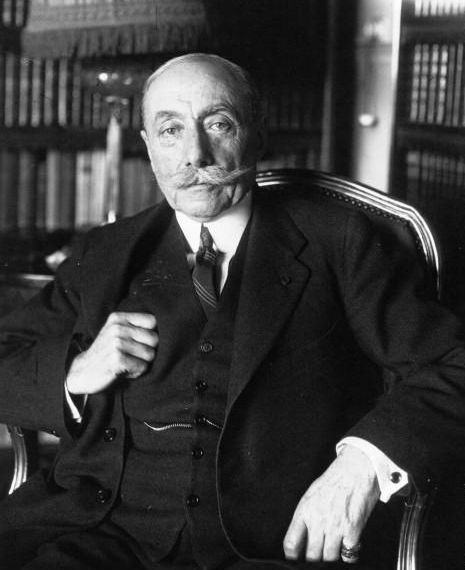
メサジェ（1921年）

『お菊さん』（フランス語: Madame Chrysanthème）はアンドレ・メサジェによるプロローグと4幕およびエピローグからなるオペラで、1893年1月26日 にパリのルネサンス座にて初演された。『マダム・クリザンテーム』、『お菊夫人』とも表記される。フランス語のリブレットはジョルジュ・アルトマンとアンドレ・アレクサンドルによって書かれている。

## 概要

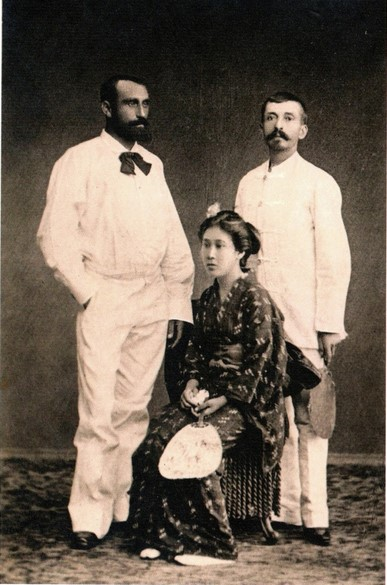
イヴ、お菊、ロティ

本作はフランス人作家ピエール・ロティ自身の長崎滞在に基づいた1885年の同名の半自伝的小説『マダム・クリザンテーム』（邦題『お菊さん』）を原作としており、西洋人男性と日本女性の恋愛を描いている点で、ジャコモ・プッチーニのオペラ『蝶々夫人』（1904年）の先駆的作品である。19世紀のグランド・オペラの重要な要素であった異国趣味の中に現れた東洋趣味（オリエンタリズム）からさらに、日本に対する興味によるジャポニスムという潮流が現れ、これを受けてアンドレ・メサジェがオペラ化したものである。メサジェの音楽は間違いなく優雅で、器用であり、音楽により身についた知識に培われた演劇的な勘と魅力的な節回しを持っている。「メサジェはこのオペラでオーケストラを拡大したり、声部にはイタリア様式を取り入れるなどして、それまでとは一味違う効果を狙った。例えば、第3幕でお菊夫人が歌うアリア『お聴きなさい、蝉たちの声を』の中にはヴェリズモ・オペラの影響を感じさせるような手法が聴きとれる」。

### 作曲の過程
メサジェは「お菊さん」の作曲の大部分を、1892年夏、ミラノの大出版社リコルディの社長、ジュリオ・リコルディの招待を受けて、ヨーロッパ屈指の保養地北イタリア・コモ湖畔のヴィラ・デステで行った。同ホテルにはプッチーニも招待されており、プッチーニは間近で「お菊さん」の作曲に立会ったことから、後の「蝶々夫人」にその影響が確認できる。

### 初演とその後
ルネサンス座での初演の評判はあまり芳しくなく、16回の公演で打ち切りとなった。一方で、玄人筋の間ではその音楽が高く評価された。初演の反応は賛否両論となったが、『ユニヴェール・イリュストレ』紙では「ルネサンス座の杮落し公演を飾る初演作品は『二羽の鳩』と『司法書記団』の作者であるアンドレ・メサジェによる素晴らしい詩劇である。詩のセリフは妙なる独創性に溢れ、曲は魅力的で、演出は芸術的趣味と贅沢の奇跡である。したがって、『マダム・クリザンテーム』の成功は確かなものとなった。－中略－口上を迎え入れた熱狂的な拍手は本作がルネサンス座のポスターに長い間その場を占めるであろうと期待できるのである」。さらに、『幕間』紙のフェルナン・プジャは本作が「観客の情熱を掻き立てたと書き記すことは我々の実に喜びとするところである。－中略－ヒロインの性格は劇場という場の必要性から、変更が少し加えられていることは事実である。本の中の疑り深い小さな〈人形〉はセンチメンタルで真面目になっているが、筋立ての基本はほぼ変わっていない」としているが、一方、『ル・モンド・アルティスト』紙では「マダム・クリザンテーム、この存在は奇妙で女でもなければ子供でもない。せいぜい人形といったところだろう」と「劇らしさのないこと」を批判しているように「小説にあった微妙な心理的ニュアンスが劇では全くなくなってしまったことを嘆く」批評も見られた。これは原作を高く評価する場合に見られる現象である。

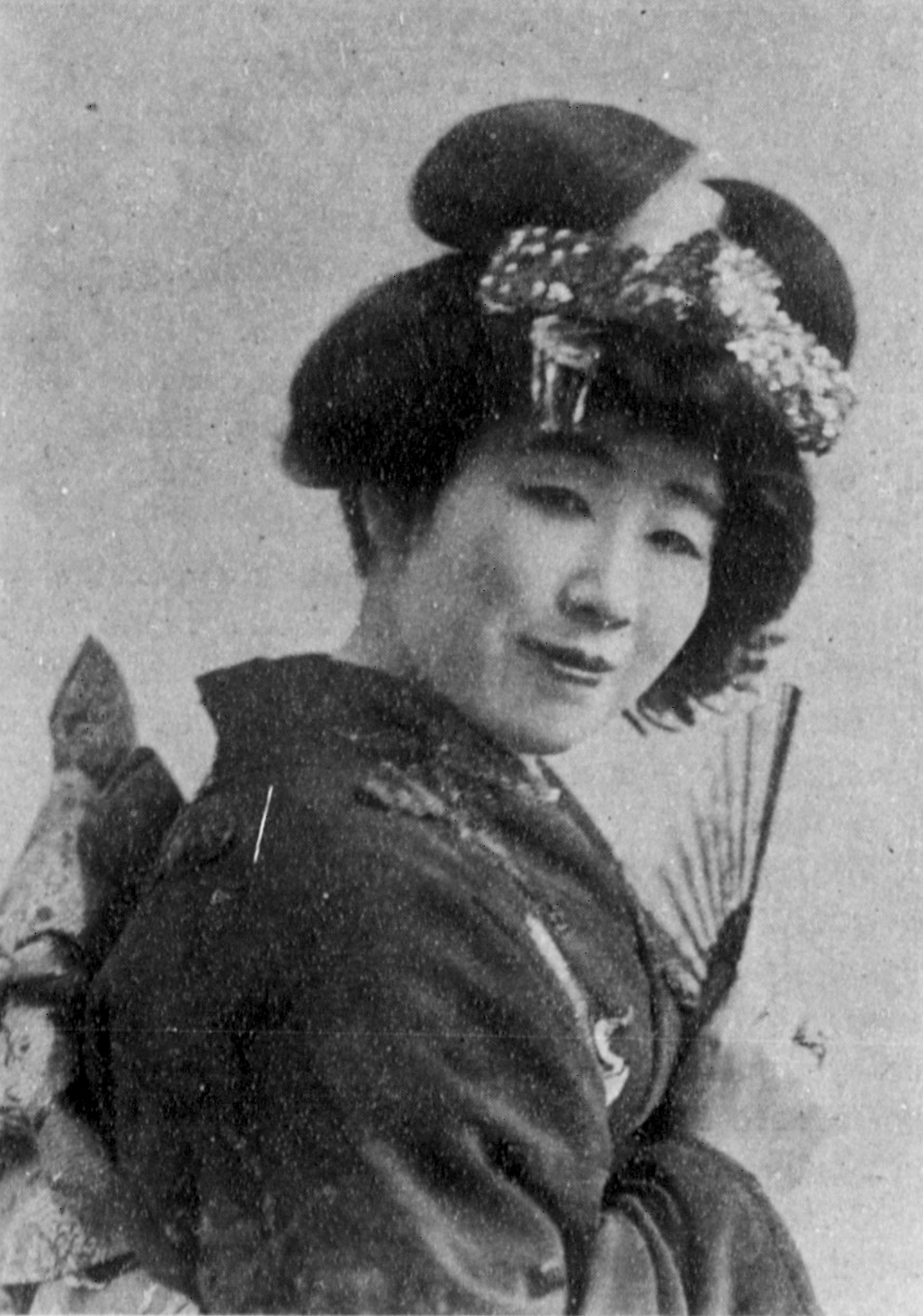
1916年の三浦環

パリでの初演後、モンテカルロ（1901年12月〜1902年1月）、ブリュッセル（1906年）、ケベック（1929年）などのフランス語文化圏で上演された。
アメリカ初演は1920年1月19日、シカゴ・オペラカンパニー（三浦環主演）により、シカゴの公会堂にて行われた。また、同年1月28日ニューヨークのレキシントン劇場でも上演された。三浦環は1922年5月1日に8年ぶりに帰朝した際に記者会見で欧米での体験について語ったが、その中で「『蝶々夫人』や『お菊さん』はよく受けたと語った」とされている。メサジェの本作は当初人気を集めたが、間もなくレパートリーから姿を消した。復活の動きもあったが、結局は後続の『蝶々夫人』の登場によってその機運も消滅した。しかし、アリア「恵みの太陽が輝く日」（Le jour sous le soleil beni）〈蝉たちの歌〉はオペラ自体がレパートリーから消えた後も名曲として歌い継がれ、多数の録音もされている。
日本では2018年 4月30日に『お菊夫人』として アトリエ・デュ・シャンによって 大泉学園ゆめりあホールにおいて村田健司の指揮により コンサート形式で、ハイライトにて上演されたという記録が残っている。また、新型コロナウイルスの影響で、1年間延期されていた日本橋オペラによる日本初演が2021年 5月29日と30日の両日に亘って、日本橋劇場にて実施された。この公演は全曲舞台上演としては世界で92年ぶりの蘇演であった。上演は日本語訳詞による歌唱で、タイトルロールのお菊さん役を歌った福田祥子が演出もつとめ、佐々木修が指揮、居福健太郎によるピアノ伴奏に加えて打楽器が補足され、バレエに代わり金春流能楽師の山井綱雄が能を舞うという斬新な試みがなされた。

## 原作とリブレット

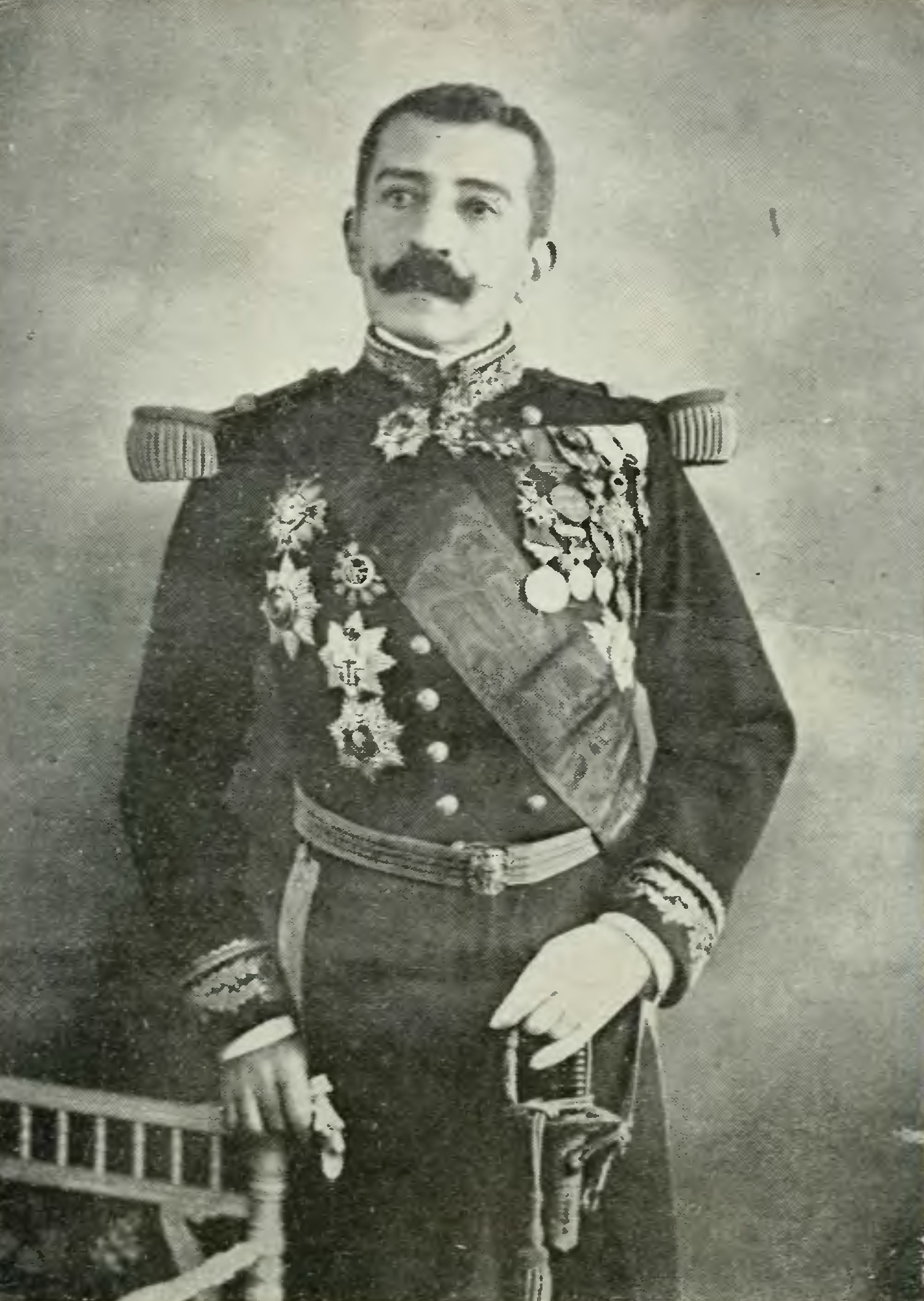
ピエール・ロティ

ピエール・ロティによる小説については、『お菊さん』の翻訳者である野上豊一郎は〈訳者あとがき〉にあたる部分で「訳者はこれにより読者に次のことを感じてもらえば満足である。即ち、一人の正直な異国の文芸家が我々の間に入り込んで、いかに我々を理解しようと努めたか、いかに我々の文化を理解しようと努めたかと言うことを。不幸にして彼はそのことに於いて十分に成功したとは思えないが、それでも、なお我々の信頼すべき一個の批評家であったことを失わない」と書いている。つまり、『お菊さん』自体は成熟した大人の恋愛小説ではなく、「日本との地理的・精神的・文化的な距離そのものがテーマ」である。このため、主人公が淡々と両国の文化・風俗・民族の違いを語ってもオペラ作品としては感情的な盛り上がりに欠ける。そこで、台本作者たちはイヴとお菊さんの仲が良いことに着目し、ピエールの嫉妬からイヴとの三角関係を設定し、愛憎劇に仕立て上げている。お菊さんの設定自体もオペラでは音楽学校で勉強した教養ある女性として描かれているため、お菊さんは人形のような存在ではなく、自分の意志をもち、愛についても語れる存在なのである。これにより「原作よりよほど真っ当なメロドラマになっており、観客が共感しやすくなっている」。
小説ではお菊さんは芸者とは明確に区別された当時の日本式結婚のための存在で、彼女の両親には月決めの金銭的報酬が支払われていた。当時の事情について『オペラで楽しむヨーロッパ史』の著者加藤浩子によれば「長崎の〈現地婚〉は実際に日本を訪れた数少ない外国人男性の一部にはよく知られた習俗だった。その背景には軍港としての長崎の存在がある。当時の長崎には〈外国人居留地〉が設けられており、そこで欧米の軍艦乗組員が数カ月間滞在し、日本を発って行った。彼らの滞在中の憂さ晴らしとして人気だったのが、性的な関係を目的とした一時的な〈日本式結婚〉であった」と解説している。
また、お菊さんの最後の手紙に関するくだりも原作には存在せず、主人公は淡々と日本を立ち去っている。

## 関連作品
ジャポニズムに関する主な作品
- 『黄色い王女』（1871年、カミーユ・サン＝サーンス 作曲によるオペラ)
- 『コジキ（英語版）』（1876年 、シャルル・ルコック作曲によるオペレッタ）
- 『イエッダ（Yedda）』（1879年 、オリヴィエ・メトラ作曲によるバレエ)
- 『ミカド』（1885年 、ウィリアム・ギルバートとアーサー・サリヴァンによるオペレッタ)
- 『芸者（英語版）(The Geisha)』（1896年 、シドニー・ジョーンズ（英語版） 作曲によるオペレッタ)
- 『イリス』（1898年 、ピエトロ・マスカーニ作曲によるオペラ）
- 『蝶々夫人』（1904年 、プッチーニ 作曲によるオペラ)
- 『隅田川（The Sumida River）』(1916年 、クラレンス・レイボールド（英語版） 作曲によるオペラ)

## 登場人物
| 人物名                                                                   | 人物名 （カタカナ）     | 声域         | 原語名              | 役                          | 1893年1月26日初演時のキャスト 指揮者： アンドレ・メサジェ | 2021年5月29日日本初演時のキャスト 指揮者： 佐々木修 |
| ------------------------------------------------------------------------ | ----------------------- | ------------ | ------------------- | --------------------------- | --------------------------------------------------------- | --------------------------------------------------- |
| お菊さん                                                                 | マダム・クリザンテーム  | ソプラノ     | Madame Chrysanthème | 長崎の芸者                  | ジャーヌ・ギー                                            | 福田祥子                                            |
| ピエール                                                                 | －                      | テノール     | Pierre              | 海軍尉官                    | ルイ・ドラクリエール                                      | 池本和憲                                            |
| イヴ                                                                     | －                      | バリトン     | Yves                | 水兵                        | ジャカン                                                  | 上田誠司                                            |
| 勘五郎                                                                   | カングル （カンガルー） | テノール     | Monsieur Kangourou  | 結婚仲介人                  | シャルル・ラミー                                          | 飯沼友規                                            |
| サトウさん                                                               | ムッシュ・シュクル      | テノール     | Monsieur Sucre      | お菊さんの義父 砂糖氏の意味 | ドゥクレルク                                              | 大倉修平                                            |
| お梅さん                                                                 | マダム・プリュヌ        | コントラルト | Madame Prune        | お菊さんの義母              | ケソ                                                      | 田辺いづみ                                          |
| お雪                                                                     | オユキ                  | ソプラノ     | Oyouki              | お菊さんの義妹              | ネッティ・ランド                                          | 高橋千夏                                            |
| 苺さん                                                                   | マダム・フレーズ        | メゾソプラノ | Madame Fraise       | お菊さんの友人              | ミコ                                                      | 菊池未来                                            |
| 水仙さん                                                                 | マダム・ジョンキル      | ソプラノ     | Madame Jonquille    | お菊さんの友人              | アルベルティ                                              | 小川嘉世                                            |
| 桔梗さん                                                                 | マダム・カンパニュル    | ソプラノ     | Madame Campanule    | お菊さんの友人              | ディカ                                                    | 小宅慶子                                            |
| ガビエ                                                                   | －                      | テノール     | Un gabier           | 甲板員                      | ジェスタ                                                  | 根岸一郎                                            |
| ラウル                                                                   | －                      | テノール     | Raoul               | 海軍将校                    | ヴィクトール                                              | 加護友也                                            |
| シャルル                                                                 | －                      | テノール     | Charles             | 海軍将校                    | シャサン                                                  | 小川陽久（バリトン）                                |
| ルネ                                                                     | －                      | バス         | René                | 海軍将校                    | アラリー                                                  | 吉永研二                                            |
| 将校たち、水兵たち、日本人の男たち、日本人の女たち、踊り子たち、僧侶など |                         |              |                     |                             |                                                           |                                                     |

## あらすじ
物語の舞台　：　1885年夏〜東シナ海と長崎

### プロローグ
フランス海軍トリオンファント号の船上

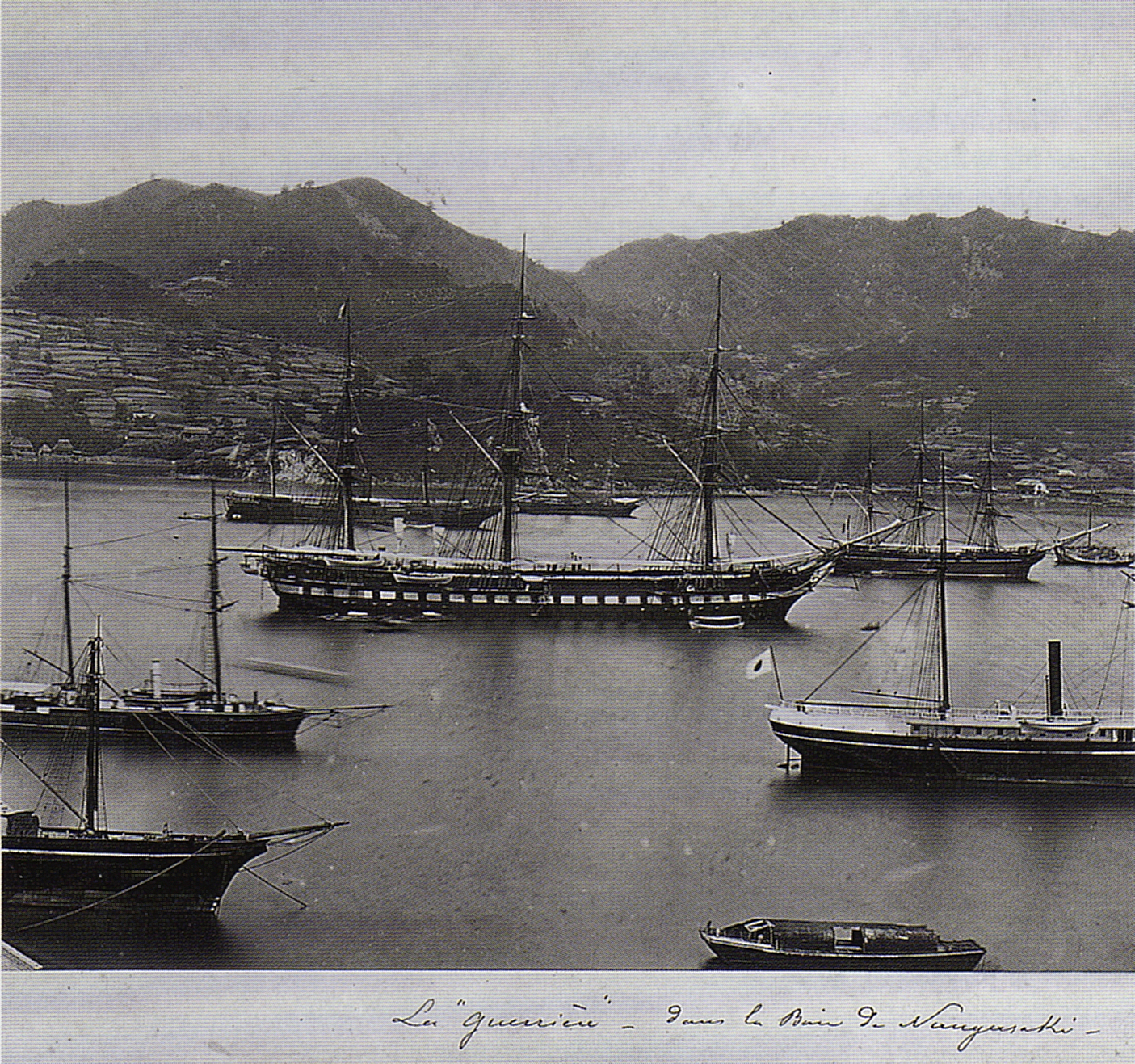
長崎港に停泊する軍船

1885年（明治18年）7月8日午前2時。東シナ海。満天の星が降り注ぐ穏やかな夜。見張り水夫のブルターニュの歌が聞こえる。いよいよ日本が近づいて来た。海軍中尉のピエールとその弟分の水夫イヴは、日本への憧れと恋愛を夢見る。ピエールは到着したらすぐに、小柄で黒髪の日本の娘と結婚して、竹と紙でできた小さな家に暮らす計画だ。イヴは、世界中の女が我らを待っていると豪語する。海軍のファンファーレが港への到着を告げ、場面が変わる。

### 第1幕
長崎
長崎に到着すると、船にはたくさんの日本人の商人がやってきて、陶器やハツカネズミ、春画などを売りつける。つづいて芸者が登場する。一人の芸者が「ハスの花の上に羽を休める黄金の蝶」と歌う。その芸者こそお菊さんであった。彼女は江戸生まれで、家が没落して長崎に売られて来た。彼女は自らの生い立ちを語り、ピエールは彼女に強く惹かれる。ピエールが彼女の名前を聞き、彼女が答えようとする寸前、イブは結婚仲介人の勘五郎の到着を告げる。機転が利き商才に長ける勘五郎は、自らを洗濯屋、通訳、詩人で、秘密厳守、ミカドの認定請負人と早口でPRする。勘五郎は何人かの娘を紹介するが、ピエールは気乗りしない。彼は先の芸者のことを問うが、勘五郎は、その娘は親もなく素性も知れぬ、江戸芸者学校の出だとお勧めしない口ぶり。勘五郎はさらに他の娘を紹介するがピエールは断る。勘五郎はピエールの心を見抜き、一旦退場して、その芸者の義理の両親であるサトウとお梅を連れて再登場する。証人と家族を紹介して、ついで花嫁がヴェールを外すと、花嫁はその芸者だった。大喜びするピエール。最後に勘五郎は「お菊さん」の名前を発表する。

### 第2幕
長崎、結婚初夜の翌朝、お菊さんの家
メランコリックな前奏曲。義母のお梅は天照大神に、全ての人のけがれを祓い、健康を守ってくれと祈る。彼女はお菊さんとピエールがまだ寝ている寝室の襖を開け、すぐに閉める。お梅は白人の男は魅力的だと思わずつぶやき、特に背の高いイヴがお気に入りの様子で、必死に自分の貞操感を抑える。イヴ、勘五郎、義父のサトウがやってくる。サトウは画家で、勘五郎はピエールからお菊さんの両親への謝礼として、サトウにコウノトリの絵を描かせる。ピエールはブルターニュで見た夢の国「日本」を思い出し、お菊さんへの愛を歌う。お菊さんは花瓶に花を飾りながら、花と蝶の運命を語る。ピエールはお菊さんに益々惹かれ、彼女への愛を誓う。お菊さんは「言葉は裏切るので誓わないで」と答える。遠くからフランス民謡が聞こえてくる。ブルターニュの古い習慣に従い、水兵やお菊さんの友人の娘たちが、結婚翌朝に夫婦を祝福にきたのだ。お菊さんの義妹のお雪は、イヴから習ったブルターニュの祝いの歌を歌い、皆で祝宴に出発する。

### 第3幕
長崎の諏訪神社の祭礼
南無阿弥陀仏を唱える僧侶や群衆の荘厳な合唱。つづいて長崎の夏祭り。人々は長崎くんちの歓声を上げ、勘五郎が見世物の呼び声を響かせる。ピエールはあまりの騒ぎに目を回す。気がつくと、イヴとお菊さんが取り残されていた。お菊さんはイヴに、自らの運命と歌への愛を語る。ピエールがお雪や友人たちと戻ってくる。ピエールは祭りで買った日本の経典を手にしている。ピエールはイヴとお菊さんに嫉妬して、当て付けで、詩吟の真似をして大日如来の一節を読み、嫉妬の重罪を説く。お菊さんは扇子に書かれた句を読み、扇子が人々を和解に導くと、扇合せ（おうぎあわせ）のスタイルで返答する。ピエールはイヴとお菊さんとの深い関係を確信する。お雪は日本の娘を鳩に例えて、フランスの友人との永遠の愛を願って歌う。民衆が現れ、タバコこそ健康の源と、下駄でステップを踏みながら合唱する。フランスの水兵はそれを奇妙に眺めている。つづいてフランスオペラに欠かせないバレエの場面。ゆったりとした平安調の踊りに始まり、後半は、さくらさくらをアレンジした華やかなファランドールが舞われる。つづいて、このオペラで唯一100年間歌い継がれてきた、お菊さんのアリア「セミたちの歌」が歌われる。教会の鐘が鳴り響き、一同急ぎ退場する。そこにピエールが現れ、人前で歌ったお菊さんを怒り責める。お菊さんは、祭りの芸者の数が足らずに出演したと謝り、イヴは許しを請い、二人の仲を疑っているピエールは逆上する劇的な三重唱。そこに勘五郎が登場、結婚相手は返品可能だとなだめるが、ピエールの怒りは収まらない。再び第3幕冒頭の南無阿弥陀仏を唱える合唱が響き渡る。

### 第4幕
長崎、お菊さんの家の庭
星の輝く夜、遠くに不知火が浮かぶ。お菊さんとお雪は、黄金の竪琴の調べに乗せて、甘美な二重唱を歌う。二人の姿を見たピエールは感動して、お菊さんとの愛の生活が、自分に新たな目覚めをもたらしたと、官能的なアリアを歌う。お菊さんは、もう捨てられるかとピエールに問うが、ピエールは再び熱烈にお菊さんに求愛する。情熱的な愛の二重唱が頂点に達したとき、船の大砲が鳴り響く。お菊さんはその大砲が意味することをわかっている。動揺するピエール。イヴがやってきて帰艦命令が出たことを伝える。イヴはフランスへ戻れる喜びと、故郷のブルターニュで待つ家族への愛を歌う。サトウとお梅、お雪が、別れの挨拶にやってくる。勘五郎は大げさに別れを嘆くが、しっかりと次の船への取り次ぎを頼み、洗濯物の勘定書として仲介料を請求する。高額で驚くイヴ。ピエールはこの夏の長崎の滞在とお菊さんへの想いを感傷的に歌い、お菊さんをしっかりと抱きしめる。ピエールが船に戻ると、イヴがお菊さんに別れを告げにやってくる。お菊さんはイブに、船が沖に出たらピエールに手紙を渡してくれと託し、ピエールが彼女の話を聞かず、信じず、笑いもしなかったことが悲しかったと言い残す。

### エピローグ
フランス海軍トリオンファント号の船上
冒頭と同じフランスの戦艦上、再び見張り水夫の歌が聞こえる。船は出航して、日本の最後の明かりが消えゆく。ピエールとイヴは日本での思い出を語る。お菊さんとイヴとの関係をまだ疑っているピエールに、イヴは強く否定して、お菊さんから託された手紙を渡す。ピエールは手紙を読む「あなたに知って欲しいの。あなたが遠く私から離れたとき、日本にも、あなたを愛し、そして泣いた女がいたことを！」美しくも哀愁を帯びた後奏で全曲の幕となる。

## 録音
| 年   | 配役 お菊さん ピエール イヴ お梅                                                      | 指揮者 管弦楽団 合唱団                                                     | レーベル                         |
| ---- | ------------------------------------------------------------------------------------- | -------------------------------------------------------------------------- | -------------------------------- |
| 1956 | ジャニーヌ・ミショー ラファエル・ロマニョニ リュシアン・ロヴァノ ソランジュ・ミシェル | ジュール・グレシエ フランス放送リリック管弦楽団 フランス放送リリック合唱団 | CD:Cantus Line ASIN : B00IOWXPFI |